# Копанки (Россошанский район)
Копанки — хутор в Россошанском районе Воронежской области.
Входит в состав Новопостояловского сельского поселения.

## География
На хуторе имеется три улицы — Молодежная, Озерная и Полевая.

## Население
| 2010 |
| ---- |
| 212  |

## Инфраструктура
- Копанская общеобразовательная школа.[2]